# Carex saxatilis
Carex saxatilis — вид багаторічних кореневищних трав'янистих рослин родини осокові (Cyperaceae).

## Опис
Стебла трикутні в поперечному перерізі, 8–90 см. Листя: базальні піхви червонувато-коричневі; пластини від середньо до темно-зеленого кольору, V-подібної форми, 0.9–6.3 мм, голі. Суцвіття 2.5–14(20) см. Проксимальний (ближче до центру) приквіток 0.6–16(29) см, коротший або рівний суцвіттю. Проксимальні 1–3 колоски маточкові, термінальні 1–3 колоски тичинкові. Жіночі колоски до 2 см. Приймочок 2. Мішечки 2.2–5.5 × 1.1–2.9 мм. Сім'янки жовті, двоопуклі, гладкі. 2n = 78, 80.

## Поширення
Азія: Монголія, Росія; Північна Америка: Гренландія, Канада, США; Європа: Росія, Фарерські острови, Фінляндія, Ісландія, Норвегія, Швеція, Об'єднане Королівство.
Населяє драговини, болота, мокру тундру, придорожні канави, береги озер, ставків, і тихохідні потоки, часто в мілкій воді; росте на висотах 0–3700 м. Цей вид може мати потенціал для рекультивації порушених земель прибережних ділянок, довгі кореневища надають хорошу стабільність ґрунту.